# Euxiphocerus wulfi
Euxiphocerus wulfi är en tvåvingeart som beskrevs av Octave Parent 1935. Euxiphocerus wulfi ingår i släktet Euxiphocerus och familjen styltflugor.
Artens utbredningsområde är Kongo. Inga underarter finns listade i Catalogue of Life.